# Sadeq Mohammad Khan IV
Sadeq Mohammad Khan IV (Bahawalpur, 11 novembre 1861 – Bahawalpur, 14 febbraio 1899) fu nawab di Bahawalpur dal 1866 al 1899.

## Biografia
Sadeq Mohammad Khan IV era figlio di Bahawal Khan IV, al quale succedette ancora bambino nel 1866. Data la sua minore età, venne sottoposto ad un consiglio di reggenza con a capo elementi dell'amministrazione dell'India britannica che de facto detennero il potere sullo stato sino al 28 novembre 1879 quando, con una cerimonia formale al Forte di Derawar, Sadeq Mohammad Khan IV venne investito dei pieni poteri.
Durante il suo governo, ordinò la costruzione di molte importanti strutture a Bahawalpur, tra cui il Daulat Khana, il Palazzo Sadiq Garh, il Noor Mahal ed il Gulzar Mahal.
Morì nel 1899 e venne succeduto dal figlio primogenito, Mohammad Bahawal Khan V.